# Jan Spławiński
Jan Spławiński (ur. 25 grudnia 1830 w Wieliczce, zm. 21 czerwca 1888 w Wiedniu) – prawnik, sędzia, poseł do Sejmu Krajowego Galicji III i IV kadencji (1870–1882).
Był synem Pawła i Franciszki z Krzeczkowskich. W 1852 ukończył gimnazjum w Tarnowie rozpoczynając studia prawnicze na Uniwersytecie Lwowskim. W 1856 przeniósł się do Krakowa na Wydz. Prawa UJ uzyskując doktorat praw. Karierę zawodową rozpoczął od posady adiunkta sądu powiatowego kolejno w Jordanowie i Rzeszowie. Następnie był adiunktem sądowym przy Sądzie Krajowym w Krakowie i sekretarzem prokuratury krajowej. W 1868 został mianowany sędzią sądu powiatowego w Chrzanowie. W 1870 objął funkcję radcy sądu obwodowego w Tarnowie. Wchodził w skład tamtejszej rady powiatowej, był sędzią sądu powiatowego w sprawach dochodów skarbowych, w latach 1876–1881 dyrektorem archiwum notarialnego i przewodniczącym tarnowskiej Kasy Oszczędności. W 1870 został wybrany do Sejmu Krajowego we Lwowie z IV kurii w okręgu nr 50 Chrzanów, Jaworzno i Krzeszowice, a w r. 1878 objął po Mieczysławie Szczepańskim mandat poselski w kurii miast i izb handlowo-przemysłowych z Tarnowa. W sejmie należał do stronnictwa demokratycznego. W latach 1870–1882 wybierany był rewidentem. W 1870 był członkiem Komisji ds. Szpitalnych. W latach 1873–1882 pracował w Komisji Prawniczej. Zabierał głos w sprawie poprawy sytuacji materialnej nauczycieli szkół ludowych. Wspierał wydawnictwa ludowe i budowę szkół ludowych. Występował w sprawie podźwignięcia przemysłu naftowego; popierał wnioski o subwencje na badania górnicze. W 1879 wygrał wybory w okręgu Tarnów–Bochnia do wiedeńskiej Rady Państwa. W 1881 powołano go na radcę Sądu Krajowego Wyższego w Krakowie. Postanowieniem cesarskim z 4 czerwca 1887 został mianowany radcą dworu przy Najwyższym Trybunale Sądowym w Wiedniu.

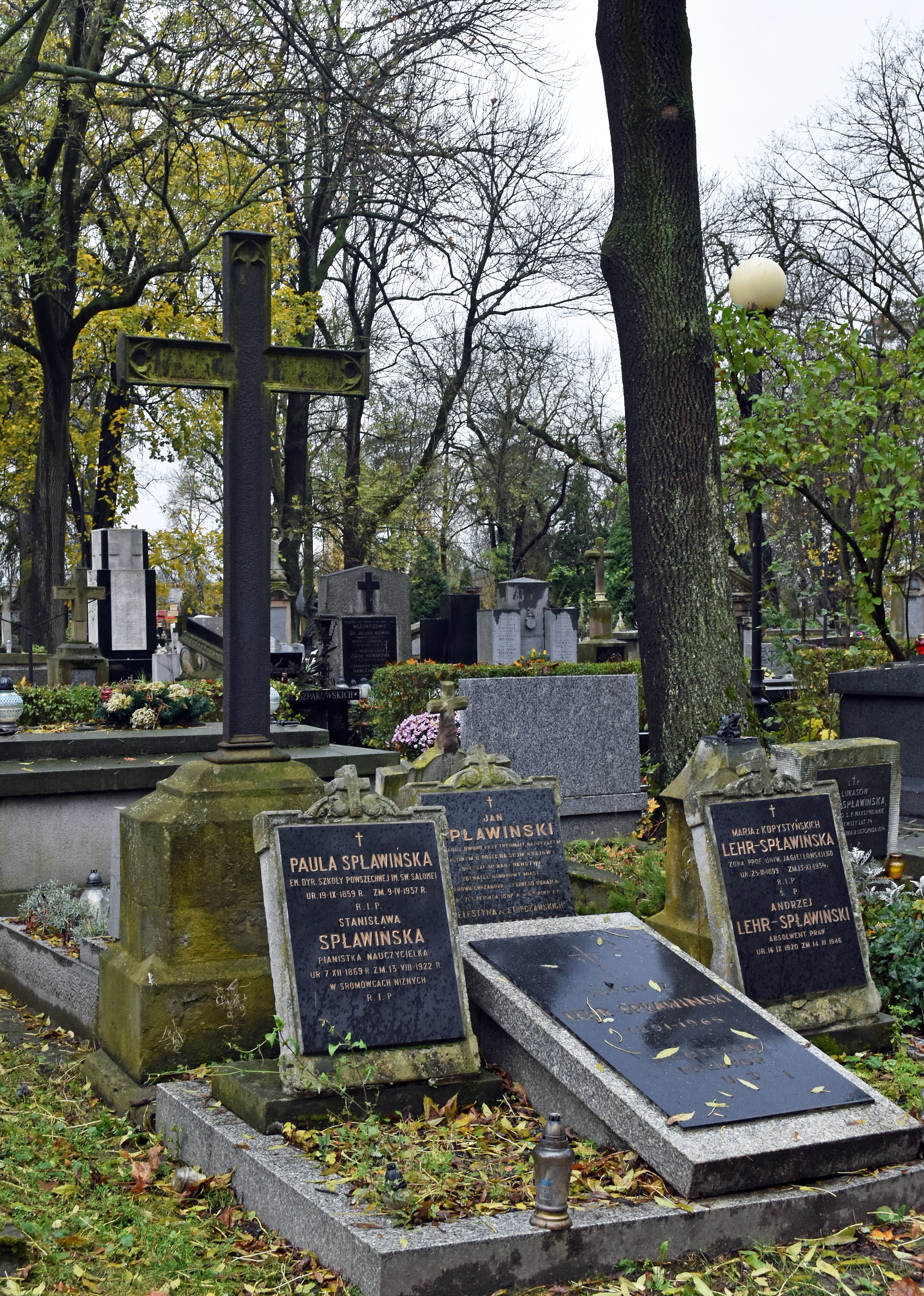
Grobowiec rodziny Spławińskich na cmentarzu Rakowickim

Zmarł nagle w Wiedniu. Pochowany na cmentarzu Rakowickim (pas 2-płn.-5). Z małżeństwa z Celestyną ze Stopczyńskich (1826–1899) miał cztery córki: Paulę, Stanisławę, Aleksandrę oraz Marię. Maria, nauczycielka, wyszła za mąż za Edwarda Lehra, inżyniera ich synem, a wnukiem Jana był Tadeusz Ferdynand Lehr-Spławiński profesor i rektor UJ, którego w 1918 adoptowała Paula.